# Иидзука, Сёта
Сёта Иидзука (яп. 飯塚翔太, род. 25 июня 1991, Омаэдзаки, префектура Сидзуока, Япония) — японский легкоатлет, специализирующийся в спринтерском беге. Серебряный призёр Олимпийских игр 2016 года в эстафете 4×100 метров. Чемпион (4×400 м) и серебряный призёр (4×100 м) Азиатских игр 2014 года. Чемпион мира среди юниоров (2010) в беге на 200 метров. Двукратный чемпион Японии.

## Биография
Начал заниматься лёгкой атлетикой в 10 лет по совету школьного учителя физкультуры после победы на региональных соревнованиях в беге на 100 метров.
В 2010 году выиграл чемпионат мира среди юниоров в беге на 200 метров, опередив в финале белоруса Александра Линника, канадца Аарона Брауна и южноафриканца Вайде ван Никерка.
Отобрался на Олимпийские игры 2012 года, где не смог выйти в полуфинал на 200-метровой дистанции, а в эстафете в составе сборной Японии занял 4-е место.
2013 год сложился для него удачно: на Универсиаде финишировал третьим в беге на 200 метров и вторым в эстафете, участвовал в полуфинале на чемпионате мира, стал чемпионом Восточноазиатских игр в эстафете. В том же сезоне он подписал профессиональный контракт с компанией Mizuno и стал выступать за её легкоатлетический клуб.
На Азиатских играх 2014 года проявил себя универсалом, выиграв золото в непрофильной эстафете 4×400 метров, серебро — на более традиционной 4×100 метров и став 4-м в личном виде (200 м).
В 2016 году с личным рекордом выиграл чемпионат Японии в беге на 200 метров — 20,11. Однако на Олимпийских играх вновь довольствовался лишь участием в предварительных забегах. Реализовать себя Иидзуке удалось в эстафете 4×100 метров, в которой японцы финишировали вторыми с новым рекордом Азии (37,60), проиграв только сборной Ямайки.
Окончил Университет Тюо, где получил высшее образование в сфере права.

## Основные результаты
| Год  | Турнир                       | Место проведения          | Дисциплина       | Место       | Результат |
| ---- | ---------------------------- | ------------------------- | ---------------- | ----------- | --------- |
| 2010 | Чемпионат мира среди юниоров | Монктон, Канада           | 200 м            | 1-е         | 20,67     |
| 2010 | Чемпионат мира среди юниоров | Монктон, Канада           | эстафета 4×100 м | 4-е         | 39,89     |
| 2011 | Чемпионат Азии               | Кобэ, Япония              | 200 м            | 4-е         | 21,10     |
| 2011 | Универсиада                  | Шэньчжэнь, Китай          | 200 м            | 9-е (1/2)   | 21,02     |
| 2011 | Универсиада                  | Шэньчжэнь, Китай          | эстафета 4×100 м | —           | DQ        |
| 2012 | Олимпийские игры             | Лондон, Великобритания    | 200 м            | 35-е (заб.) | 20,81     |
| 2012 | Олимпийские игры             | Лондон, Великобритания    | эстафета 4×100 м | 4-е         | 38,35     |
| 2013 | Универсиада                  | Казань, Россия            | 200 м            | 3-е         | 20,33     |
| 2013 | Универсиада                  | Казань, Россия            | эстафета 4×100 м | 2-е         | 39,12     |
| 2013 | Чемпионат мира               | Москва, Россия            | 200 м            | 19-е (1/2)  | 20,61     |
| 2013 | Чемпионат мира               | Москва, Россия            | эстафета 4×100 м | 6-е         | 38,39     |
| 2013 | Восточноазиатские игры       | Тяньцзинь, Китай          | 200 м            | 2-е         | 21,01     |
| 2013 | Восточноазиатские игры       | Тяньцзинь, Китай          | эстафета 4×100 м | 1-е         | 38,44     |
| 2014 | Чемпионат мира по эстафетам  | Нассау, Багамские Острова | эстафета 4×100 м | 5-е         | 38,40     |
| 2014 | Азиатские игры               | Инчхон, Южная Корея       | 200 м            | 4-е         | 20,87     |
| 2014 | Азиатские игры               | Инчхон, Южная Корея       | эстафета 4×100 м | 2-е         | 38,49     |
| 2014 | Азиатские игры               | Инчхон, Южная Корея       | эстафета 4×400 м | 1-е         | 3.01,88   |
| 2016 | Олимпийские игры             | Рио-де-Жанейро, Бразилия  | 200 м            | 30-е (заб.) | 20,49     |
| 2016 | Олимпийские игры             | Рио-де-Жанейро, Бразилия  | эстафета 4×100 м | 2-е         | 37,60     |